# 花のように
「花のように」（はなのように）は、2001年10月24日に発売された松たか子の13枚目のシングル。発売元はポリドール・レコード。

## 収録曲
1. 花のように
  - 作詞:Sunplaza　作曲:吉田美智子　編曲:佐橋佳幸
2. Will You Still Love Me Tomorrow
  - 作詞・作曲:Gerry Goffin・Carole King、編曲:金子飛鳥
3. 花のように（Instrumental）
4. Will You Still Love Me Tomorrow（Instrumental）